# Aporobopyrus parvus
Aporobopyrus parvus är en kräftdjursart som beskrevs av Sueo M. Shiino 1939. Aporobopyrus parvus ingår i släktet Aporobopyrus och familjen Bopyridae. Inga underarter finns listade i Catalogue of Life.